# Atletika na Letních olympijských hrách 1956
Atletika na Letních olympijských hrách v roce 1956, které se konaly v Melbourne, zahrnovala 33 atletických disciplín, z toho 24 pro muže a 9 pro ženy. Celkem bylo uděleno 100 medailí (33 zlatých, 34 stříbrných, 33 bronzových).

## Muži
| Disciplína               | Zlato                                                                                      | Stříbro                                                                                     | Bronz                                                                                             |
| 100 m                    | Bobby Morrow · Spojené státy americké (USA)                                                | Thane Baker · Spojené státy americké (USA)                                                  | Hector Hogan · Austrálie (AUS)                                                                    |
| 200 m                    | Bobby Morrow · Spojené státy americké (USA)                                                | Andy Stanfield · Spojené státy americké (USA)                                               | Thane Baker · Spojené státy americké (USA)                                                        |
| 400 m                    | Charles Jenkins · Spojené státy americké (USA)                                             | Karl-Friedrich Haas · Tým sjednoceného Německa (EUA)                                        | Voitto Hellstén · Finsko (FIN)                                                                    |
| 400 m                    | Charles Jenkins · Spojené státy americké (USA)                                             | Karl-Friedrich Haas · Tým sjednoceného Německa (EUA)                                        | Ardalion Ignaťjev · Sovětský svaz (URS)                                                           |
| 800 m                    | Tom Courtney · Spojené státy americké (USA)                                                | Derek Johnson · Velká Británie (GBR)                                                        | Audun Boysen · Norsko (NOR)                                                                       |
| 1500 m                   | Ron Delany · Irsko (IRL)                                                                   | Klaus Richtzenhain · Tým sjednoceného Německa (EUA)                                         | John Landy · Austrálie (AUS)                                                                      |
| 5000 metrů               | Volodymyr Kuc · Sovětský svaz (URS)                                                        | Gordon Pirie · Velká Británie (GBR)                                                         | Derek Ibbotson · Velká Británie (GBR)                                                             |
| 10 000 metrů             | Volodymyr Kuc · Sovětský svaz (URS)                                                        | József Kovács · Maďarsko (HUN)                                                              | Allan Lawrence · Austrálie (AUS)                                                                  |
| 110 m překážek           | Lee Calhoun · Spojené státy americké (USA)                                                 | Jack Davis · Spojené státy americké (USA)                                                   | Joel Shankle · Spojené státy americké (USA)                                                       |
| 400 metrů překážek       | Glenn Davis · Spojené státy americké (USA)                                                 | Eddie Southern · Spojené státy americké (USA)                                               | Joshua Culbreath · Spojené státy americké (USA)                                                   |
| 3000 m překážek          | Chris Brasher · Velká Británie (GBR)                                                       | Sándor Rozsnyói · Maďarsko (HUN)                                                            | Ernst Larsen · Norsko (NOR)                                                                       |
| 4 × 100 m štafeta        | Spojené státy americké (USA) · Thane Baker · Leamon King · Bobby Morrow · Ira Murchison    | Sovětský svaz (URS) · Leonid Bartenev · Yuriy Konovalov · Vladimir Sukharev · Boris Tokarev | Tým sjednoceného Německa (EUA) · Heinz Fütterer · Manfred Germar · Lothar Knörzer · Leonhard Pohl |
| 4 × 400 m štafeta        | Spojené státy americké (USA) · Tom Courtney · Charles Jenkins · Lou Jones · Jesse Mashburn | Austrálie (AUS) · Graham Gipson · Kevan Gosper · Leon Gregory · David Lean                  | Velká Británie (GBR) · Peter Higgins · Derek Johnson · John Salisbury · Michael Wheeler           |
| Maratonský běh           | Alain Mimoun · Francie (FRA)                                                               | Franjo Mihalić · Jugoslávie (YUG)                                                           | Veikko Karvonen · Finsko (FIN)                                                                    |
| Chůze na 20 km (silnice) | Leonid Spirin · Sovětský svaz (URS)                                                        | Antanas Mikėnas · Sovětský svaz (URS)                                                       | Bruno Junk · Sovětský svaz (URS)                                                                  |
| Chůze na 50 km (silnice) | Norman Read · Nový Zéland (NZL)                                                            | Jevgenij Maskinskov · Sovětský svaz (URS)                                                   | John Ljunggren · Švédsko (SWE)                                                                    |
| Skok do dálky            | Greg Bell · Spojené státy americké (USA)                                                   | John Bennett · Spojené státy americké (USA)                                                 | Jorma Valkama · Finsko (FIN)                                                                      |
| Trojskok                 | Adhemar Ferreira da Silva · Brazílie (BRA)                                                 | Vilhjálmur Einarsson · Island (ISL)                                                         | Vitold Krejer · Sovětský svaz (URS)                                                               |
| Skok do výšky            | Charles Dumas · Spojené státy americké (USA)                                               | Chilla Porter · Austrálie (AUS)                                                             | Igor Kaškarov · Sovětský svaz (URS)                                                               |
| Skok o tyči              | Bob Richards · Spojené státy americké (USA)                                                | Bob Gutowski · Spojené státy americké (USA)                                                 | Georgios Roubanis · Řecko (GRE)                                                                   |
| Vrh koulí                | Parry O'Brien · Spojené státy americké (USA)                                               | Bill Nieder · Spojené státy americké (USA)                                                  | Jiří Skobla · Československo (TCH)                                                                |
| Hod diskem               | Al Oerter · Spojené státy americké (USA)                                                   | Fortune Gordien · Spojené státy americké (USA)                                              | Desmond Koch · Spojené státy americké (USA)                                                       |
| Hod oštěpem              | Egil Danielsen · Norsko (NOR)                                                              | Janusz Sidło · Polsko (POL)                                                                 | Viktor Cybulenko · Sovětský svaz (URS)                                                            |
| Hod kladivem             | Harold Connolly · Spojené státy americké (USA)                                             | Michail Krivonosov · Sovětský svaz (URS)                                                    | Anatolij Samocvetov · Sovětský svaz (URS)                                                         |
| Desetiboj                | Milton Campbell · Spojené státy americké (USA)                                             | Rafer Johnson · Spojené státy americké (USA)                                                | Vasilij Kuzněcov · Sovětský svaz (URS)                                                            |

### Ženy
| Disciplína        | Zlato                                                                                           | Stříbro                                                                                          | Bronz |
| 100 m             | Betty Cuthbertová · Austrálie (AUS)                                                             | Christa Stubnicková · Tým sjednoceného Německa (EUA)                                             | Marlene Mathewsová · Austrálie (AUS)                                                                        |
| 200 m             | Betty Cuthbertová · Austrálie (AUS)                                                             | Christa Stubnicková · Tým sjednoceného Německa (EUA)                                             | Marlene Mathewsová · Austrálie (AUS)                                                                        |
| 80 metrů překážek | Shirley Stricklandová · Austrálie (AUS)                                                         | Gisela Birkemeyerová · Tým sjednoceného Německa (EUA)                                            | Norma Throwerová · Austrálie (AUS)                                                                          |
| 4 × 100 m štafeta | Austrálie (AUS) · Norma Crokerová · Betty Cuthbertová · Fleur Mellorová · Shirley Stricklandová | Velká Británie (GBR) · Heather Armitageová · Anne Pashleyová · June Fouldsová · Jean Scrivensová | Spojené státy americké (USA) · Isabelle Danielsová · Mae Faggsová · Margaret Matthewsová · Wilma Rudolphová |
| Skok do dálky     | Elżbieta Krzesińská · Polsko (POL)                                                              | Willye Whiteová · Spojené státy americké (USA)                                                   | Naděžda Dvališviliová · Sovětský svaz (URS)                                                                 |
| Skok do výšky     | Mildred McDanielová · Spojené státy americké (USA)                                              | Thelma Hopkinsová · Velká Británie (GBR)                                                         | nebyla udělena                                                                                              |
| Skok do výšky     | Mildred McDanielová · Spojené státy americké (USA)                                              | Marija Pisarevová · Sovětský svaz (URS)                                                          | nebyla udělena                                                                                              |
| Vrh koulí         | Tamara Tyškevičová · Sovětský svaz (URS)                                                        | Galina Zybinová · Sovětský svaz (URS)                                                            | Marianne Wernerová · Tým sjednoceného Německa (EUA)                                                         |
| Hod diskem        | Olga Fikotová · Československo (TCH)                                                            | Irina Begljakovová · Sovětský svaz (URS)                                                         | Nina Romaškovová · Sovětský svaz (URS)                                                                      |
| Hod oštěpem       | Inese Jaunzemeová · Sovětský svaz (URS)                                                         | Marlene Ahrensová · Chile (CHI)                                                                  | Naděžda Koňajevová · Sovětský svaz (URS)                                                                    |

## Medailové pořadí
| Umístění | Stát                     | Zlato | Stříbro | Bronz | Celkem |
| -------- | ------------------------ | ----- | ------- | ----- | ------ |
| 1        | Spojené státy americké   | 16    | 10      | 5     | 31     |
| 2        | Sovětský svaz            | 5     | 7       | 10    | 22     |
| 3        | Austrálie                | 4     | 2       | 6     | 12     |
| 4        | Velká Británie           | 1     | 4       | 2     | 7      |
| 5        | Polsko                   | 1     | 1       | 0     | 2      |
| 6        | Norsko                   | 1     | 0       | 2     | 3      |
| 7        | Československo           | 1     | 0       | 1     | 2      |
| 8        | Brazílie                 | 1     | 0       | 0     | 1      |
| 8        | Francie                  | 1     | 0       | 0     | 1      |
| 8        | Irsko                    | 1     | 0       | 0     | 1      |
| 8        | Nový Zéland              | 1     | 0       | 0     | 1      |
| 12       | Tým sjednoceného Německa | 0     | 5       | 2     | 7      |
| 13       | Maďarsko                 | 0     | 2       | 0     | 2      |
| 14       | Chile                    | 0     | 1       | 0     | 1      |
| 14       | Island                   | 0     | 1       | 0     | 1      |
| 14       | Jugoslávie               | 0     | 1       | 0     | 1      |
| 17       | Finsko                   | 0     | 0       | 3     | 3      |
| 18       | Řecko                    | 0     | 0       | 1     | 1      |
| 18       | Švédsko                  | 0     | 0       | 1     | 1      |